# Enrico Dandolo
Enrico Dandolo (n. ca. 1107, Veneția - d. 21 iunie 1205) a fost doge al Veneției în anii 1192-1205 și conducător al Cruciadei a IV-a.
Enrico Dandolo descindea dintr-o veche familie de nobili venețieni și a îndeplinit funcția de diplomat, cu misiuni în Sicilia și Imperiul Roman de Răsărit. Când, în calitate de ambasador, a prezentat împăratului Bizanțului Manuel I Comnen un protest în legătură cu apărarea intereselor navale ale Veneției în bazinul mediteranean, împăratul înfuriat - conform legendei - ar fi dat ordin să-l orbească. Dandolo ar fi jurat răzbunare. În 1192, orb și bătrân în vârstă de 85 de ani, este ales doge al Veneției. Primele sale acțiuni s-au limitat la spațiul Mării Adriatice, cucerind orașul Pula de sub stăpânirea pisanilor, și la cel al Italiei de nord, confruntându-se cu veronezii.
În 1202, împreună cu Bonifaciu de Montferrat, devine conducător al Cruciadei a IV-a. Când cruciații lombarzi și francezi, care trebuiau să fie transportați în Orient cu galerele venețiene, nu și-au plătit cheltuiele de transport, Dandolo propune cucerirea și jefuirea cetății Zara (azi Zadar), de pe coasta Dalmației, cândva posesiune venețiană, care aparținea acum de Regatul Ungariei. Deși locuitorii cetății au pus cruci pe ziduri și pe case, cruciații au distrus și au jefuit tot ce le stătea în cale. După această incursiune, Dandolo - între timp excomunicat de papa Inocențiu al III-lea - îi convinge pe participanții la cruciadă să ia curs asupra orașului Constantinopol, capitala Imperiului Roman de Răsărit, bântuit de lupte pentru succesiunea la tron. În 1204, orașul este cucerit și, potrivit legendelor, Dandolo ar fi fost primul care ar fi trecut peste zidurile de apărare. Astfel a fost întemeiat Imperiul Latin de Constantinopol sub conducerea lui Balduin I, anterior conte de Flandra, care va dăinui până în 1261. Un an mai târziu, la 21 iunie 1205, Enrico Dandolo își sfârșește zilele la vârsta de 98 de ani, în Constantinopol, orașul unde își pierduse vederea cu ani în urmă. A fost înmormântat în Biserica Sfânta Sofia. Se presupune că osemintele sale ar fi fost arse, iar cenușa aruncată în cele patru zări de către sultanul Mahomed al II-lea, cuceritorul metropolei de pe Bosfor la 1453.

## Galerie de imagini

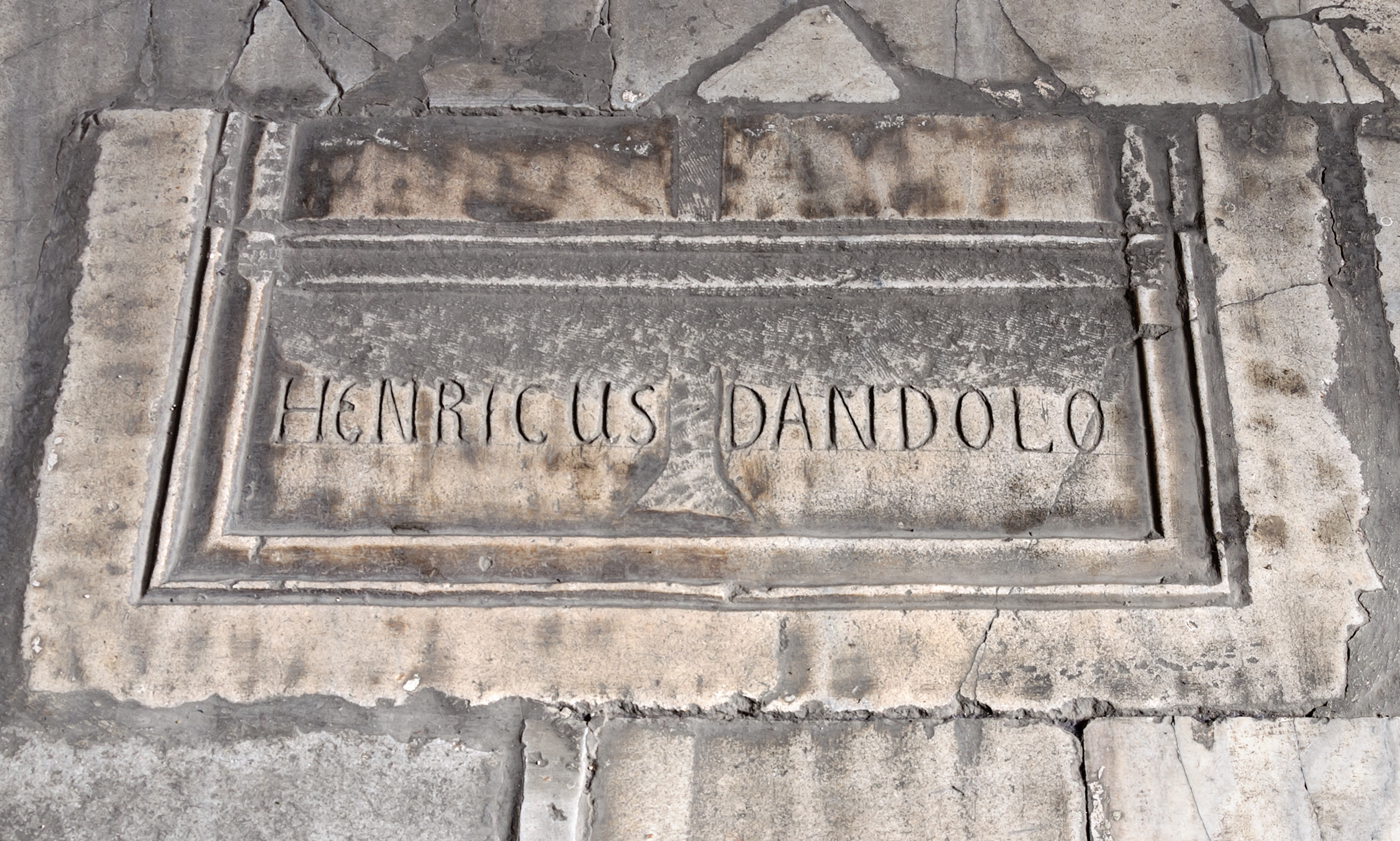
Piatra de mormânt a lui Enrico Dandolo, Catedrala Sfânta Sofia din Constantinopol